# Tallaferro (còmic)
Tallaferro és una sèrie de còmic en català amb guió de Victor Mora i dibuixos de Jesús Blasco i Adrià Blasco. La sèrie s'inspira en les aventures dels almogàvers narrades per Ramon Muntaner a la seua crònica.

## Publicacions
Tallaferro es va publicar originalment, al diari Avui l'any 1987.
L'any 1996 es van editar un total quatre llibres, tots ells amb color, excepte el número quatre que combina el color amb el blanc i negre.
| Títol                         | Any  | Format | Editorial            | Mides       | Dibuixant                   | Guionista   |
| ----------------------------- | ---- | ------ | -------------------- | ----------- | --------------------------- | ----------- |
| La batalla de Filadèlfia      | 1996 | Àlbum  | Oikos Tau i La Busca | 26 x 21 cm. | Jesús Blasco i Adrià Blasco | Victor Mora |
| El tresor de Barcelona        | 1997 | Àlbum  | La Busca             | 26 x 21 cm. | Jesús Blasco i Adrià Blasco | Victor Mora |
| L'enigma de la ciutat perduda | 1997 | Àlbum  | La Busca             | 26 x 21 cm. | Jesús Blasco i Adrià Blasco | Victor Mora |
| L'última aventura             | 2001 | Àlbum  | La Busca             | 26 x 21 cm. | Adrià Blasco                | Victor Mora |